# Neményi Ádám
Neményi Ádám (Budapest, 1958. szeptember 19. – 2015. szeptember 11.) magyar producer, gyártásvezető.

## Élete
1978-tól dolgozott a filmszakmában, a Mafilm-en belül felvételvezető, majd gyártásvezetőként dolgozott a Jób lázadása, az István, a király, a  Közel a szerelemhez, az Isten veletek barátaim, a Fantasztikus nagynéni, és több tucat további filmben. 1994-ben beindította az első 24 órás magyar nyelvű televíziót az A3 TV-t, majd 1996-ban a pályázat író team tagjaként megnyerték az egyik országos frekvenciát, így 1997 szeptemberében beindult az RTL Klub televízió, ahol koprodukciós igazgató és producerként dolgozott.
2005-ben önálló cégeket alapított Next Station Productions és Kaszás Gézával a World Film Entertaintment néven. A két cég 2007-ben készítette első játékfilmjét SOS Szerelem! címen, mely az év legnézettebb magyar filmje lett. 2008-ban készült el a 9 és fél randi, amely 200.000 nézőt vonzott és 2009-ben kerül a nézők elé a Made in Hungaria című zenés  film.
2008-ban két dokumentumfilm is bemutatásra került: a Puskás Hungary (Puskás Öcsi életéről) és a Jack Jack, ami egy rockumentum film kemény rockerekről és zenéjükről.
2010-ben készült el az Igazából Apa című filmje.